# Taisnières-sur-Hon
 Taisnières-sur-Hon  es una población y comuna francesa, en la región de Norte-Paso de Calais, departamento de Norte, en el distrito de Avesnes-sur-Helpe y cantón de Bavay.

## Demografía
| 1012 | 917 | 856 | 860 | 957 | 912 |
| Para los censos de 1962 a 1999 la población legal corresponde a la población sin duplicidades (Fuente: INSEE [Consultar]) |     |     |     |     |     |